# Bestiario

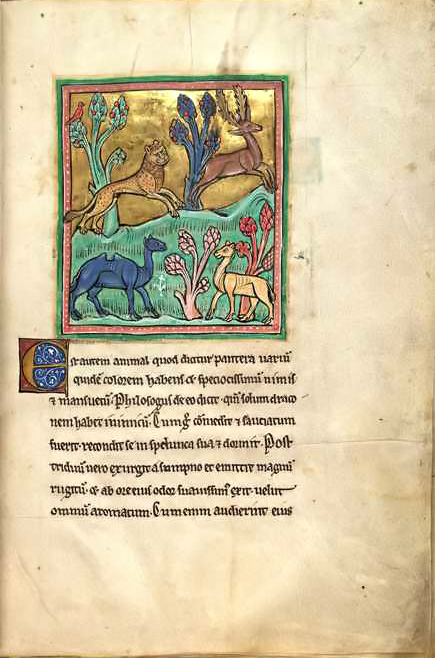
«El leopardo» del Bestiario de Rochester.

Un bestiario, o bestiario medieval, es una recopilación o compendio de animales fabulosos. El término proviene del latín «bestiarium». Su contenido reunía tanto relatos como ilustraciones y descripciones de las bestias catalogadas.

## Origen y tipología
Aunque su origen puede localizarse ya en obras clásicas griegas y romanas, su popularidad se desarrolló durante la Edad Media en forma de “manuscritos iluminados”, populares en las cortes de Centroeuropa y las islas británicas a partir del siglo xii. 
En 1928 M.R. James dividió los bestiarios en cuatro familias.
1. La primera familia consiste en el Physiologus más extractos de las Etimologías de Isidoro de Sevilla.
2. La segunda familia comprende los textos desarrollados durante el siglo XII, e incluye el Bestiario de Aberdeen.
3. La tercera familia incluye los bestiarios aparecido en el siglo XIII.
4. La cuarta familia se basa principalmente en De proprietatibus rerum por Bartholomeus Anglicus, desde el siglo XV.

En el contexto del lenguaje simbólico de los animales en la literatura y el arte cristiano de Occidente, estos primitivos manuales de historia natural se solían acompañar con una lección moral, reflejando la creencia de que todo en el mundo, real o imaginario, era la creación del dios cristiano y que cada ser tenía su función en él. Así, por ejemplo, el pelícano, del que se creía que se abría su propio pecho para dar vida a sus polluelos con su propia sangre, podría entenderse como una metáfora de Jesucristo. De la misma forma, el bestiario arrojaba el significado del animal dentro de la creencia popular de las poblaciones y el papel de dichos animales dentro del imaginario colectivo. Tomando el ejemplo de los cuervos como mal presagio y aves de mal agüero hasta el ejemplo del león que podía entenderse como uno de los múltiples símbolos asociados a la figura de Jesús de Nazaret. 
Algunos autores diferencian «bestiarios reales de signo positivo» (palomas, cigüeñas, águilas y leones), y «de signo negativo» (serpientes, monos, liebres, cerdos, cabras, etc) de los «bestiarios fantásticos», en los que abundarán dragones, harpías, sirenas, basiliscos, e incluso centauros y sátiros.

## Historia
La primera obra considerada como bestiario es el Physiologus griego, de autor anónimo, que se presume fue escrito entre los siglos segundo al cuarto y que recopilaba conocimientos sobre animales en las obras de autores clásicos como la Historia de los animales de Aristóteles de Estagira, la obra de Heródoto, la Historia Natural de Plinio el Viejo, obras de Cayo Julio Solino, Claudio Eliano y de otros naturalistas menos conocidos.
Tras el Physiologus, San Isidoro de Sevilla (libro XII de las Etimologías) y San Ambrosio expandieron el mensaje religioso con referencias a pasajes de la Biblia y la Septuaginta. Ellos y otros autores expandieron o modificaron libremente modelos preexistentes, refinando de forma constante el contenido moral, sin interés o acceso a más detalles respecto al contenido en hechos. Sin embargo, los coloristas relatos sobre estas bestias fueron ampliamente leídos, y en general tomados como ciertos. Algunas observaciones encontradas en los bestiarios de la época, como la migración animal (principalmente en los pájaros), fueron descartados por los filósofos naturales de épocas posteriores, solo para ser redescubiertas por la ciencia moderna.
Uno de los bestiarios medievales más representativos es el Bestiario de Aberdeen, aunque se conservan más de cien ejemplos similares, incluido el compuesto por Leonardo da Vinci.
Es relevante mencionar que el bestiario era la guía para el ser humano durante la Edad Media para conocer los peligros a que podría enfrentarse en su viaje, especialmente por el desconocimiento de las criaturas que pudieran acechar en los siempre peligrosos bosques, lugar de acontecimientos inesperados y peligros. Para la época, eran considerados como un manual de supervivencia básica que advierte sobre las capacidades, características y una representación artística de su apariencia. El bestiario cobró vital importancia para advertir a los navegantes sobre las zonas más peligrosas del mar, que usualmente estaban asociadas con ser el hábitat de monstruos marinos capaces de destrozar embarcaciones, y ya fuese verdad o no sobre la existencia de estas criaturas más propias del Folclore, actuaban como una poderosa advertencia ante personas cuya concepción de mundo permitía tal flexibilidad. Posteriormente, durante el Descubrimiento de América, las tierras del Nuevo Mundo fueron representadas como lugar de aparición de todo tipo de seres fantásticos y especialmente demonios.  
El único bestiario escrito en castellano conservado data de 1570 y se titula Bestiario de Juan de Austria escrito por Martín Villaverde y su original se encuentra en el Monasterio de Santa María de La Vid (Burgos).
El bestiario también sirve de guía de interpretación sobre la simbología y significado de los animales en la Lírica tradicional española, que a menudo se usan como tropo literario en estas canciones. Siendo el Ciervo el símbolo privilegiado del hombre y la virilidad, junto a otros animales que señalaban el papel o el posible encuentro amoroso de dos amantes dentro de la composición. Entre estos están el Ruiseñor y la Golondrina (desambiguación).
En tiempos más modernos –y en el ámbito concreto de lo pictórico–, artistas como Henri de Toulouse-Lautrec o Saul Steinberg crearon sus propios bestiarios.[cita requerida]

## Mitología y arqueología

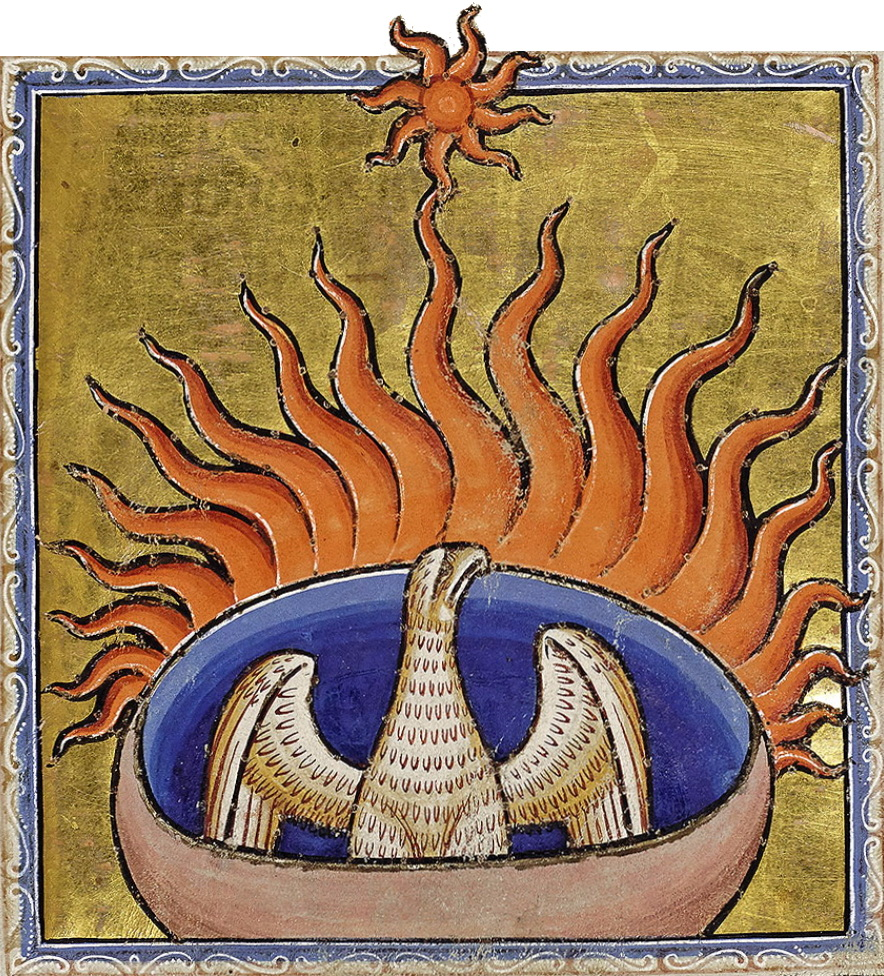
El Fénix representado en el Folio 56 recto del Bestiario de Aberdeen.

Un bestiario mitológico es una recopilación de animales y criaturas mitológicas monstruosas, quiméricas e irreales. Es el caso del Ave Fénix, por ejemplo, o la serpiente de varias cabezas que puede identificarse en la iconografía de diferentes civilizaciones. Algunas bestias mitológicas se caracterizan por reunir atributos animales y humanos, otras, quizá incluso más "monstruosas" reúnen simbólicamente la combinación de dos especies animales. Estas criaturas, junto a muchas otras, fueron consideradas reales durante mucho tiempo, combinando tanto elementos del imaginario popular, supersticiones, mitos y leyendas de sucesos que los seres humanos durante gran parte de la Edad Media no conseguían explicar del todo. Pueden considerarse un reemplazo a escala mucho menos cósmicas que los relatos míticos fundaciones (como el mito griego de la creación), sino para entender fenómenos de la vida cotidiana. Un ejemplo de esto radica en la creencia de qué si un niño recién nacido cambia repentinamente de comportamiento, pasando, por ejemplo, de ser uno activo y adepto al llanto a uno mucho más tranquilo y débil de carácter, posiblemente era debido a que duendes y otro tipo de hadas, reemplazaron al bebé con uno totalmente distinto.
Los restos arqueológicos ilustran la tesis de que un gran número de criaturas legendarias fueron imaginadas por vez primera en los valles mesopotámicos entre los ríos Tigris y Éufrates, difundiéndose luego tanto en Oriente como Occidente.[cita requerida]

## Bestiarios literarios y otros sucedáneos contemporáneos
Jorge Luis Borges, en colaboración con Margarita Guerrero, publicó un conocido bestiario, El libro de los seres imaginarios, que compendia algunos animales imaginados en la literatura universal a través de los siglos.
Los libros recopilatorios de mitos sobre América también pueden considerarse bestiarios porque cumplen la función de señalar, o al menos insinuar, la existencia de seres más propios de una leyenda como La Patasola, madremonte y Chupacabras.
Escritores de ficción de fantasía, desde J.R.R. Tolkien y sus innumerables imitadores hasta los creadores de interminables cosmogonías y sagas pseudofantásticas, han podido mezclar ingredientes de la mitología, los cuentos de hadas y los bestiarios medievales. Así mismo, también podría hablarse de sucedáneos del modelo del bestiario en los juegos de rol, como el Manual de Monstruos para Dungeons & Dragons.[cita requerida] En categoría también entraría Animales fantásticos y dónde encontrarlos del universo de Harry Potter.